# Takeshi Koga
Takeshi Koga (født 11. maj 1939) er en tidligere japansk judoka. Han fik bronze ved VM i judo 1961 i Paris.

## Eksterne henvisininger
- Takeshi Koga hos JudoInside.com (engelsk)